# العلاقات السويسرية الشمال مقدونية
العلاقات السويسرية الشمال مقدونية هي العلاقات الثنائية التي تجمع بين سويسرا وشمال مقدونيا.

## مقارنة بين البلدين
هذه مقارنة عامة ومرجعية للدولتين:
| وجه المقارنة                                              | سويسرا                                                                                      | شمال مقدونيا                                               |
| --------------------------------------------------------- | ------------------------------------------------------------------------------------------- | ---------------------------------------------------------- |
| المساحة (كم2)                                             | 41.28 ألف                                                                                   | 25.71 ألف                                                  |
| عدد السكان (نسمة)                                         | 8.21 مليون                                                                                  | 2.08 مليون                                                 |
| الكثافة السكانية (ن./كم²)                                 | 198.89                                                                                      | 80.9                                                       |
| العاصمة                                                   | برن                                                                                         | إسكوبية                                                    |
| اللغة الرسمية                                             | اللغة الألمانية، اللغة الإيطالية، لغة فرنسية، اللغة الرومانشية، الألمانية السويسرية الموحدة | اللغة المقدونية، اللغة الألبانية                           |
| العملة                                                    | فرنك سويسري                                                                                 | دينار مقدوني                                               |
| الناتج المحلي الإجمالي (بليون دولار)                      | 678.89 مليار                                                                                | 11.34 مليار                                                |
| الناتج المحلي الإجمالي (تعادل القوة الشرائية) بليون دولار | 518.07 مليار                                                                                | 29.26 مليار                                                |
| الناتج المحلي الإجمالي الاسمي للفرد دولار أمريكي          | 80.94 ألف                                                                                   | 4.85 ألف                                                   |
| الناتج المحلي الإجمالي للفرد دولار أمريكي                 | 59.54 ألف                                                                                   | 16.25 ألف                                                  |
| مؤشر التنمية البشرية                                      | 0.930                                                                                       | 0.747                                                      |
| رمز المكالمات الدولي                                      | +41                                                                                         | +389                                                       |
| رمز الإنترنت                                              | .ch، .swiss ‏                                                                                | .mk                                                        |
| المنطقة الزمنية                                           | توقيت وسط أوروبا، ت ع م+01:00، ت ع م+02:00، أوروبا/زيورخ ‏                                   | توقيت وسط أوروبا، ت ع م+01:00، ت ع م+02:00، أوروبا/سكوبيه ‏ |

## منظمات دولية مشتركة
يشترك البلدان في عضوية مجموعة من المنظمات الدولية، منها:
| علم المنظمة | اسم المنظمة                               | تاريخ انضمام سويسرا | تاريخ انضمام شمال مقدونيا |
| ----------- | ----------------------------------------- | ------------------- | ------------------------- |
|             | مؤسسة التمويل الدولية                     | 29 مايو 1992        | 25 فبراير 1993            |
|             | منظمة حظر الأسلحة الكيميائية              | ?                   | ?                         |
|             | يونسكو                                    | 28 يناير 1949       | 28 يونيو 1993             |
|             | الاتحاد الدولي للاتصالات                  | 1866                | 4 مايو 1993               |
|             | الأمم المتحدة                             | 10 سبتمبر 2002      | 8 أبريل 1993              |
|             | مجلس أوروبا                               | ?                   | ?                         |
|             | منظمة الشرطة الجنائية الدولية             | ?                   | ?                         |
|             | البنك الدولي للإنشاء والتعمير             | 29 مايو 1992        | 25 فبراير 1993            |
|             | منظمة الأمن والتعاون في أوروبا            | 25 يونيو 1973       | 12 أكتوبر 1995            |
|             | الاتحاد البريدي العالمي                   | ?                   | ?                         |
|             | منظمة التجارة العالمية                    | ?                   | ?                         |
|             | مؤسسة التنمية الدولية                     | 29 مايو 1992        | 25 فبراير 1993            |
|             | المنظمة الأوروبية لسلامة الملاحة الجوية   | 1992                | 1998                      |
|             | المركز الدولي لتسوية المنازعات الاستشارية | 14 يونيو 1968       | 26 نوفمبر 1998            |
|             | وكالة ضمان الاستثمار متعدد الأطراف        | 12 أبريل 1988       | 19 مارس 1993              |

## وصلات خارجية
- موقع وزارة الخارجية السويسرية